# Hadja Tété Nabé
Hadja Fatoumata Tété Nabé Diallo est une chef d'entreprise et femme politique guinéenne.

## Carrière

### Carrière politique
Hadja Tété Nabé est ministre des Affaires sociales, des Conditions féminines et de l'Enfance au sein du gouvernement Kouyaté du 28 mars 2007 au 20 mai 2008.
Elle a été la secrétaire générale du Parti de l'espoir pour le développement national (PEDN).

### Carrière entrepreneuriale
Elle est la présidente du Groupement des femmes d’affaires de Guinée.
Elle a dirigé plusieurs entreprises telles que FruitaGuinée (une société d'État de production de jus de fruits), Bonagui (une société de fabrication des boissons non alcoolisées), Sata et Salah Services (une entreprise personnelle de négoces et d'import-export).